# Acer sempervirens
Acer sempervirens là một loài thực vật có hoa trong họ Bồ hòn. Loài này được L. mô tả khoa học đầu tiên năm 1767.

## Hình ảnh

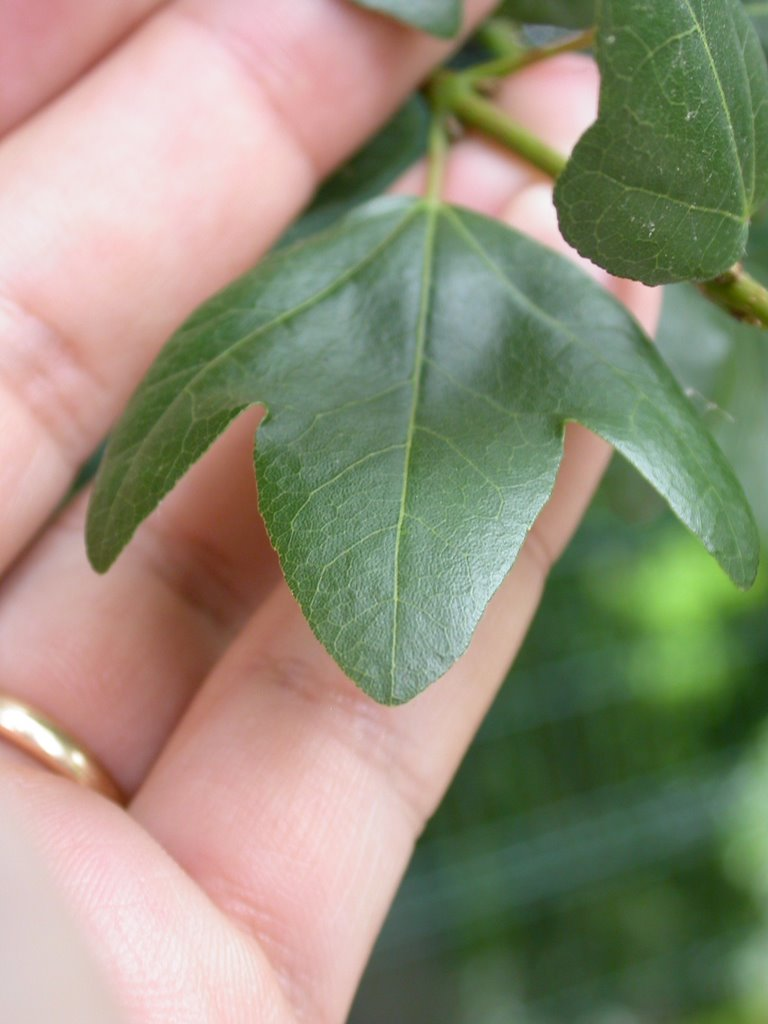